# Fernando Corrêa de Oliveira
Fernando Corrêa de Oliveira (Porto, 2 de Novembro de 1921 – 21 de Outubro de 2004) foi um compositor, pianista, pedagogo e teórico musical português.
Criou um sistema de composição musical que designou por "Simetria Sonora", no qual escreveu todas as suas obras a partir de 1949. Fez várias conferências sobre o assunto nos Conservatórios Nacional e do Porto e no estrangeiro.
Escreveu todas as suas obras musicais com o sistema de notação de Nicolai Obukhov, do qual foi introdutor e divulgador em Portugal.
Foi o primeiro compositor português a compor uma ópera infantil (O Cábula).
No domínio da pedagogia musical, concebeu um método de iniciação, inventou o Polyphonium (um instrumento para o ensino do canto coral) e um método de piano para principiantes.
Foi professor em diversos estabelecimentos de ensino musical (Conservatório Regional de Braga; Conservatório Regional de Guimarães; Academia de Música de Oliveira de Azeméis; Academia de Música de Paços de Brandão; Curso de Música Silva Monteiro; Conservatório de Música do Porto; Escola de Música do Porto; Escola Superior de Música do Porto).
Foi ainda fundador e presidente da Associação da Juventude Musical Portuguesa do Porto e criou a escola Parnaso, destinada ao ensino de música, ballet e teatro.

## Biografia
Fernando Corrêa de Oliveira nasceu na cidade do Porto a 2 de Novembro de 1921. Teve o primeiro contacto com a música através de um gramofone que o seu avô levara para sua casa, com géneros musicais bastante variados (fado, música ligeira, ópera e música sinfónica). Estudou piano com a sua mãe dos 6 aos 10 anos de idade. Entre 1931 e 1941 foi aluno do Conservatório de Música do Porto, onde completou os cursos superiores de composição e de piano, respectivamente com os professores Cláudio Carneyro e Maria Adelaide Diogo de Freitas Gonçalves. Teve mais tarde aulas de piano com Vianna da Motta, em Lisboa.
Exerceu funções de pianista acompanhador na Emissora Nacional, no Porto, a convite de Cláudio Carneyro, que era na época director da Secção de Programas Musicais. Deixando esta actividade, criou um curso de música a que chamou Orquestras de Estudantes, que funcionava na sua casa na Avenida Brasil, na Foz do Douro. Nessa casa viria a dar alojamento a diversos músicos estrangeiros que se instalaram ou visitaram a cidade do Porto, como o maestro e flautista Carl Achatz, o violetista François Broos, a cantora Martha Amstad e o pedagogo Edgar Willems.
Em 1948 frequentou um curso de direcção de orquestra regido pelo maestro Hermann Scherchen, em Veneza (Itália), em que também participaram, entre outros, Luigi Nono, Bruno Maderna e Joly Braga Santos.
No regresso a Portugal, passou por Paris onde tomou conhecimento dum novo sistema de notação musical da autoria de Nicolai Obukhov, que viria a adoptar na escrita das suas composições. Este processo de notação musical suprime os sustenidos, os bemóis e os bequadros, abandonando o conceito de "notas alteradas" para dar lugar a uma escola de doze notas em que cada uma tem um nome diferente (Dó, Ló, Ré, Té, Mi, Fá, Rá, Sol, Tu, Lá, Di, Si). Assim, as cinco notas musicais correspondentes às teclas pretas do piano são escritas com cruzes oblíquas, enquanto as restantes sete conservam a grafia tradicional.
Ainda nesse ano, no Porto, formulou os princípios de um novo sistema de composição que designou como "Simetria Sonora", que viria a compreender a "Harmonia Simétrica" e o "Contraponto Simétrico", e que utilizou para compor todas as suas obras a partir daí. Fernando Corrêa de Oliveira expôs os princípios teóricos do seu sistema de composição em vários folhetos e artigos, bem como em conferências realizadas no Porto, em Lisboa e em Darmstad, tendo-o divulgado junto de figuras como Humphrey Searle, Ernst Krenek, Edgard Varèse ou Gian Francesco Malipiero. Em 1969 publicou um tratado que contém os fundamentos da "Simetria Sonora" e que viria a ser reeditado em 1990. De entre os compositores que viriam a empregar o seu sistema de composição são de realçar os nomes de Berta Alves de Sousa e de Victor Macedo Pinto.
Entre as diversas inovações que caracterizam a actividade pedagógica de Fernando Corrêa de Oliveira conta-se a invenção de um instrumento musical destinado a tornar possível a improvisação coral: o Polyphonium. Este instrumento, consta de quatro teclados, sobrepostos dois a dois em planos diferentes de maneira a possibilitar a execução dos quatro teclados por uma só pessoa. Esses teclados comunicam electronicamente com quatro quadros em que figuram (na notação de Nicolai Obukhov) as notas da escala dodecafónica. Ao premir uma tecla aparece iluminada a nota correspondente. O Polyphonium teve uma segunda versão, portátil, reduzida a metade dos teclados e dos quadros, e é propria para improvisos a duas vozes. Fernando Corrêa de Oliveira fez demonstrações públicas do Polyphonium no Conservatório de Música do Porto e no Teatro Municipal de São João (Porto) e, mais recentemente, doou os dois aparelhos à Câmara Municipal de Matosinhos.
Incentivado por João de Freitas Branco, fundou a Associação da Juventude Musical Portuguesa do Porto, da qual foi presidente, e que durante 10 anos realizou inúmeros concertos e concursos.
Em 1957 fundou, na sua terra natal, o Parnaso, uma escola destinada ao ensino da música, ballet e teatro. Nessa escola, em cooperação com o violinista Henry Mouton, o violetista François Broos e a violoncelista Madalena Costa Gomes de Araújo, entre outros, desenvolveu uma notória actividade pedagógica, implementando um processo de aprendizagem sob a forma de ensaios de orquestra e de coros e levando à prática o seu método de Iniciação Musical que se caracterizava pela abordagem da atonalidade logo desde o início. Além dos já referidos, foram professores nesta escola algumas personalidades de vulto da vida musical portuguesa como Eurico Thomaz de Lima e entre o elevado número de alunos que frequentou a escola podem destacar-se os nomes de Jorge Constante Pereira, Pedro Burmester ou José Mário Branco Além da componente pedagógica, o Parnaso foi durante décadas um pólo de actividades culturais diversificadas (concertos, concursos...), sendo de realçar o facto de o auditório desta instituição ser um dos melhores da cidade para a época.
Entre os alunos de Fernando Corrêa de Oliveira, ao longo da sua carreira de docência, encontram-se nomes como o de Luís Pipa e João-Heitor Rigaud.
Em 2003, o violinista João Pedro Cunha defendeu em Inglaterra uma dissertação de mestrado sobre sobre a vida e obra de Fernando Corrêa de Oliveira.
Em 2011, a pianista Joana Resende apresentou, na Universidade e Aveiro, a sua dissertação de mestrado "A Escola Parnaso. Contributos para uma Reflexão".
Em 2013, foi apresentada a dissertação de mestrado "A Educação Musical e Pianística de Vanguarda por Corrêa de Oliveira", de Carla Manuela Meira Machado Nogueira, na Universidade de Aveiro.

## Obras

### Orquestral
- Trovadores, op. 9 (1952)
- O Príncipe do Cavalo Branco, op. 6-A (1954)
- 1ª Sinfonia, op. 32 (1972-80)
- 2ª Sinfonia, op. 39 (1987)
- 3ª Sinfonia, op. 40 (1988)
- 4ª Sinfonia, op. 44 (1983-92)
- Três Valsas Trágicas, op. 35-A (1992)
- 5ª Sinfonia, op. 13-A (1992-94)
- Suite para Cordas, op. 46 (1996)
- Suite Juvenil de "O Cábula", op. 50 (1996)
- Andante Cantabile, op. 17-A (?)

### Concertante
- Lugar do Feitiço, op. 1 (1949)
- Discurso de Platão, op. 5 (1951)
- Metamorfoses, op. 12 (1962)

### Música Instrumental de Câmara
- Lugar do Feitiço (versão para Viola, Quarteto de Cordas e Piano), op. 1 (1949)
- Três Cantigas de Amigo (versão para 3 Clarinetes), op. 4-A (1950)
- Presto, op.11 (1954)
- Tríptico, op. 13 (1956)
- Discurso de Platão (versão para violoncelo e piano), op. 5 (1951)
- Três Danças, op. 14 (1956)
- Trio, op, 17 (1958)
- Sonata, op. 19 (1960)
- 8 Peças Progressivas, op. 21 (1964)
- 6 Peças Progressivas, op. 22 (1967)
- Duetos Cortesãos, op. 23 (1970)
- Estampida, op. 28 (1972)
- Canções de Amor Infeliz (versão da obra Cantares de Triste Amor), op. 25-C (1972)
- Quarteto, op. 31 (1974)
- Nocturnos, op. 29 (1976)
- Quarteto, op. 31-A (~1980)
- Canções de Amor Infeliz (versão da obra Cantares de Triste Amor), op. 25-A (~1980)
- Sonata, op. 41 (1981)
- Madrigal, op. 42 (1981)
- 5 Duetos de Côrte, op. 37 (1981)
- 3 Canções, op. 48 (1995)
- Trio, op. 49 (1996)

### Instrumental Solo
- O Príncipe do Cavalo Branco, op. 6 (1951)
- 50 Peças para os 5 dedos, op. 7 (1952)
- Variações Clássicas Incompletas, op. 10 (1953)
- 20 Peças em Contraponto Simétrico, op. 15 (1957)
- 7 Estudos de pequena Virtuosidade, op. 18 (1958)
- Coimbra, Minha Coimbra - 7 Peças para Guitarra, op. 30 (1976)
- 3 Valsas de Além-Túmulo, op. 35 (1978)
- Gea e Bóreas, op.51 (1997)

### Vocal/Coral
- 3 Sonetos Metafísicos, op. 2 (1950)
- Pater Noster/Ave Maria (versão para Coro Misto), op. 3 (1950)
- Pater Noster/Ave Maria (versão para Orquestra de Cordas e Coro Falado), op. 3-A (1950)
- 3 Cantigas de Amigo, op. 4 (1950)
- O Ratinho RA-TU-DI, op. 8 (1952)
- O Ratinho RA-TU-DI (versão para Vozes Infantis, Piano e Percussão), op. 8-A (1952)
- Presto (versão para vozes e piano), op. 11 (1954)
- 3 Sonetos Líricos, op. 16 (1957)
- Cantigas de Santa Maria, op. 24 (1970)
- Cantigas de Santa Maria (versão para Tenor, Trompete e Trombone), op. 24-A (1970)
- Cantares de Triste Amor, op. 25 (1971)
- Cuidados e Danos de Amor (versão para Barítono, Flauta de Bisel (ou Viola) e Cravo (Clavicórdio ou Espineta)), op. 26 (1972)
- Cuidados e Danos de Amor (versão para Barítono, Oboé e Fagote), op.26-A (1972)
- Redondilhas de Camões, op. 27 (1972)
- Canções Sem Palavras, op. 33 (1978)
- Pai Nosso, op. 34 (1978)
- 3 Poemas de Fernando Pessoa, op. 36 (1980)
- Saudação a S. S. Papa João Paulo II, op. 43 (1982)
- Camões, Pessoa e Antero, op. 45 (1995)
- Bailia de Martim Codax, op. 47 (1995)
- Relógios, op. 52 (1998)
- Auto de Natal, op. 53 (1999)
- O Cábula, op. 12-A (versão para vozes e piano) (?)

### Ópera
- O Cábula (ópera infantil), op. 12 (1959)
- O Planeta, op. 38 (1986)

### Outras
- Hino dos Estudantes Portugueses de Música, op. 54 (2000)
- Orfeu, Menino, op. 55 (2001)

### Sem número de Opus
- Rastro de Lenda
- A Rusga
- O Eremita (1947)

## Discografia
- Compositores do Porto do Séc. XX - Canto e Piano (2002) - CD Fermata, Fermata 01
- Nocturnos e Tríptico para Piano a 4 Mãos; Sonata para 2 Pianos (2000) - CD Edisco, ECD 131
- Flauta Contemporânea Portuguesa (1998) - CD Numérica, NUM 1080
- Music of Portugal (1978) - LP Educo, 4109
- 8 Peças Progressivas Op.21 (1965) - EP Parnaso, 965-D
- 50 Peças para os 5 Dedos, Op. 7 (1965) - EP Parnaso, 965-E
- O Cábula - Ópera Infantil (1965) - LP Parnaso, 965-F
- Três Sonetos Líricos, Op. 16; Três Sonetos Metafísicos, Op. 2; O Príncipe do Cavalo Branco, Op. 6 (1962) - LP Parnaso, 962-C
- Trio, Op. 17; 7 Estudos, Op. 18; Variações, Op. 10 (1962) - LP Parnaso, 962-B
- O Ratinho Ra-Tu-Di (1961) - EP Parnaso, 961-A